# Hedrick
Hedrick és una població dels Estats Units a l'estat d'Iowa. Segons el cens del 2000 tenia 837 habitants.

## Demografia
Segons el cens del 2000, Hedrick tenia 832 habitants, 335 habitatges, i 233 famílies. La densitat de població era de 209,8 habitants/km².
Dels 335 habitatges en un 32,8% hi vivien nens de menys de 18 anys, en un 56,4% hi vivien parelles casades, en un 9% dones solteres, i en un 30,4% no eren unitats familiars. En el 28,1% dels habitatges hi vivien persones soles el 17,6% de les quals corresponia a persones de 65 anys o més que vivien soles. El nombre mitjà de persones vivint en cada habitatge era de 2,5 i el nombre mitjà de persones que vivien en cada família era de 3,04.
Per edats la població es repartia de la següent manera: un 27,7% tenia menys de 18 anys, un 7,8% entre 18 i 24, un 26,3% entre 25 i 44, un 20,2% de 45 a 60 i un 18% 65 anys o més.
L'edat mediana era de 37 anys. Per cada 100 dones de 18 o més anys hi havia 85 homes.
La renda mediana per habitatge era de 30.714 $ i la renda mediana per família de 37.917 $. Els homes tenien una renda mediana de 30.000 $ mentre que les dones 20.476 $. La renda per capita de la població era de 14.166 $. Entorn del 9% de les famílies i el 13,5% de la població estaven per davall del llindar de pobresa.

## Poblacions més properes
El següent diagrama mostra les poblacions més properes.